# BYD Auto
BYD Auto Co., Ltd. (kitajsko: 比亚迪汽车) je kitajski proizvajalec avtomobilov in avtobusov. Sedež podetja je v Šenženu v provinci Guangdong. Podjetje je bilo ustanovljeno leta 2003, ko je BYD Company prevzel podjetje Tsinchuan Automobile Company. BYD ima deljeno partnestvo z nemškim Daimler AG v podjetju BYD Daimler New Technology Co. Ltd, ki razvija luksuzne električne avtomobile pod znamko Denza. 
Leta 2013 je BYD prodal 506.189 avtomobilov. BYD Company, ki je starševsko podjetje BYD Auto, proizvaja tudi polnilne baterije. 

## Modeli

### Pretekli modeli
- BYD Flyer mestni avtomobil (2003–2008)
- BYD S8/F8 - kupe

- A BYD Flyer

### Trenutni modeli
- BYD F0
- BYD F3
  - F3DM priključni hibrid, kompaktni sedan, velja za prvi masovno proizvajani priključni hibrid na svetu[5]
- BYD F3-R
- BYD G3
- BYD G3-R
- BYD F6
- BYD L3[6]
- BYD G6
- BYD e6 - električni minivan
- BYD M6 - minivan
- BYD S6 - SUV
  - S6DM - priključni hibrid, SUV[7]

- BYD e6
- BYD F0
- BYD F3
- BYD F3DM
- BYD F6
- BYD G3
- BYD G6
- BYD M6
- BYD S6

### Prihajajoči modeli
- BYD F6DM priključni hibrid, sedan
- BYD Qin priključni hibrid,
- BYD E5 električni avtomobil[8]

- BYD F6DM
- BYD Qin

### Avtobusi
- BYD K9 mestni avtobus z električnim pogonom
- BYD C9 električni avtobus

- Azijski K9 električni avtobus
- Električni K9 v ZDA
- Evropski K9
- BYD C9 električni avtobus